# Neoteriker
Die Neoteriker (gr. νεώτεροι neóteroi „die Neueren“, lat. auch poetae novi – beide Bezeichnungen gehen auf Cicero zurück) waren ein Kreis von Dichtern im antiken Rom um 50 v. Chr., die entschieden, sich von der damaligen römischen Dichtungstradition abzugrenzen und sich als eine neue Generation Dichter (griech. neos „neu“) sahen. In stilistischer Hinsicht orientierten sie sich an den Idealen des hellenistischen Dichters Kallimachos. Der bekannteste Vertreter der Neoteriker war Catull. Von den Werken anderer Neoteriker, zum Beispiel Publius Valerius Cato, Marcus Furius Bibaculus, Caecilius Metellus, Gaius Licinius Macer Calvus und Gaius Helvius Cinna, sind nur noch Fragmente erhalten.
Hinsichtlich der Metrik ändern die Neoteriker das Gesetz des Ennius über die Abwerfung der Konsonanten m und s am Ende der Wörter. Sie erlauben nur noch, das m vor Vokalen fallen zu lassen, s aber überall beizubehalten. Damit wird die weitere Verschleifung der Endungen begrenzt und der Unterschied zur Umgangssprache bewusst betont. Außerdem setzen sie das Prinzip der reinen Quantität für die Metrik in Nachahmung des Griechischen vollständig durch. Längen und Kürzen der Silben werden fest bestimmt und nicht mehr durch den Wortakzent beeinflusst. Von den Alexandrinern übernehmen sie einen leichteren Stil und eine flüssigere Sprache. Traditionelle Beiwörter werden gemieden, Diminutive und Übertragungen werden mehr verwendet. Die Lyrik wird von den Neoterikern in Rom etabliert, Gelegenheitsgedichte und Epigramme werden verfasst.
Im Gegensatz zu anderen Schriftstellern dieser Zeit standen die Neoteriker der Politik kritisch oder desinteressiert gegenüber. Statt des Großen und Erhabenen trat bei ihnen das Kleine, das Persönliche und scheinbar Unbedeutende in den Vordergrund. Ihre Gedichte handeln vom Dichter selbst und seinen Gefühlen, von Freundschaft, Liebe und Erotik, aber auch gelehrte Stoffe werden in Nachahmung des Kallimachos dichterisch behandelt. Hintergrund für diese Anschauung war auch der zunehmende Verfall der römischen Republik, der die Möglichkeiten für gesellschaftliches Engagement erheblich einschränkte und in weiten Kreisen der Oberschicht einen Rückzug ins Privatleben zur Folge hatte. Dies wurde noch bestärkt durch den Epikureismus, der gleichzeitig in Mode kam und die Neoteriker nachhaltig prägte. 
Ein weiteres zentrales Merkmal neoterischer Dichtung war das Bemühen um eine möglichst detaillierte Ausarbeitung, bei der nichts dem Zufall überlassen blieb. Auch den persönlichen, emotionalen Gedichten liegt eine intensive Gestaltungsarbeit zu Grunde, ihre spontane Wirkung wurde also bewusst herbeigeführt. Infolge dieses Strebens nach Perfektion bevorzugten die Neoteriker kurze Gedichtformen wie Epyllion, Epigramm oder Elegie. Sie verwendeten dabei vielfältige Versmaße wie den Hendekasyllabus, den Hexameter oder das elegische Distichon.